# Madurai
Madurai este un oraș din statul indian Tamil Nadu.